# Буркун-Дарго
Буркун-Дарго (Вуркун-Дарго) — вольное общество даргинцев с центром в ауле Ашты, занимавшее некоторые территории нынешних Дахадаевского и Агульского районов Дагестана.

## История
Территории Буркун-Дарго входили в средневековое государственное образование Шандан, полагается, что уже в XI—XII века ислам проник в Буркун-Дарго. Именно к этому времени относится старейшая куфическая надпись, обнаруженная М. О. Османовым в Ашты, гласящая: 
«Владычество принадлежит Аллаху единому, всепобеждающему».
Примерно в XI-XII веках Сюрга и Буркун-Дарго обособляются от Зирихгерана.
В середине XVII века Буркун-Дарго стало частью Казикумухского ханства.

## Состав и территория
В состав союза входили сёла: Кунки, Худуц, Амух, Анклух, Санджи, Цирхе. В Цирхе жили агулы, в остальных — даргинцы.
Союз граничил с Сюргинским союзом на севере, Казикумухским ханством — на западе, с Агулом — юге, и Кайтагским уцмийством — на севере и востоке. 
В 1880-е годы Ашты включал 168 хозяйств, Кунки — 152, остальные населенные пункты были небольшие, число дворов варьировалось от 16 до 75.

## Экономика
В селении Ашты было три сословия: уздени-общинники, куриты (апараги — пришельцы переселенцы), не имевшие средств производства, работали на узденей в качестве прислуги, но были лично свободны, а также каджары — пришлое крепостное население, считавшееся неравным с узденским. Уздени никогда не выдавали за них своих дочерей, если даже каджар становился богатым. 
В вольном обществе имелось достаточное количество пастбищ для содержания овец, в основном было горно-стационарное овцеводство.